# Grypa azjatycka
Grypa azjatycka – pandemia grypy typu H2N2, która wybuchła w Chinach w 1957, rozprzestrzeniła się do innych krajów i trwała do 1958. Pochłonęła od 1 do 4 milionów ludzi. Po mutacji powstał wirus H3N2, który wywołał później grypę Hong-Kong.